# 대한민국의 텔레비전 드라마 목록 (ㄱ)
대한민국의 텔레비전 드라마 목록 (ㄱ)에서는 ㄱ으로 시작되는 제목의 대한민국의 드라마를 서술한다.

## 가
- 가면
- 가문의 영광
- 가시꽃
- 가족의 비밀
- 감자별 2013QR3
- 갑동이
- 강구 이야기
- 가까운 골짜기
- 가면 속의 천사
- 가슴을 열어라
- 가시나무새 (드라마)
- 가을 소나기
- 가을꽃 겨울나무
- 가을동화
- 가을에 만난 남자
- 가족끼리 왜 이래
- 가화만사성
- 각시탈 (드라마)
- 간난이
- 간 떨어지는 동거
- 간택 - 여인들의 전쟁
- 갈 수 없는 나라 (1987년 드라마)
- 갈대 (드라마)
- 갈채 (1995년 드라마)
- 감격시대: 투신의 탄생
- 강가에 앉아서 울다
- 강남 스캔들
- 강덕순 애정 변천사
- 강력반 (2011년 드라마)
- 강적들
- 같이 살래요
- 개과천선 (드라마)
- 개구리 남편
- 개국 (드라마)
- 개와 늑대의 시간
- 개인의 취향
- 개인주의자 지영씨

## 거
- 검사 프린세스
- 거리의 악사 (드라마)
- 거미 (드라마)
- 거인 (드라마)
- 거인의 손
- 거짓말 (드라마)
- 거짓말의 거짓말
- 거침없는 사랑
- 걸어서 하늘까지 (드라마)
- 검법남녀
- 검법남녀 2
- 검사내전
- 검색어를 입력하세요 WWW
- 검생이의 달
- 검은 자화상
- 게임의 여왕
- 걸캅스

## 겨
- 겨울새 (1987년 드라마)
- 겨울새 (1992년 드라마)
- 겨울새 (2007년 드라마)
- 겨울 지나고 봄
- 겨울 나그네 (드라마)
- 겨울 안개
- 겨울 이야기 (1991년 드라마)
- 겨울 해바라기
- 겨울연가
- 결혼 못하는 남자 (2009년 드라마)
- 결혼의 꼼수
- 결혼의 법칙
- 결혼의 여신
- 결혼작사 이혼작곡
- 결혼작사 이혼작곡 2
- 결혼하고 싶은 여자
- 결혼합시다 (2002년 드라마)
- 결혼합시다 (2005년 드라마)
- 결혼해주세요
- 경숙이 경숙아버지
- 경우의 수 (드라마)
- 경이로운 소문
- 경찰특공대
- 계룡선녀전
- 계백 (드라마)
- 계약우정

## 고
- 고려 거란 전쟁
- 고봉실 아줌마 구하기
- 고백
- 고호의 별이 빛나는 밤에
- 고교처세왕
- 고개숙인 남자
- 고궁 (드라마)
- 고독 (드라마)
- 고맙다, 아들아
- 고맙습니다 (드라마)
- 고백 (1982년 드라마)
- 고백 (2002년 드라마)
- 고백부부
- 고스트 닥터
- 골든크로스
- 골든타임 (드라마)
- 공부의 신
- 공주가 돌아왔다
- 공주갑부 김갑순
- 공주의 남자
- 공항 가는 길
- 광고천재 이태백
- 광개토대왕 (드라마)
- 괴물 (2021년 드라마)

## 교
- 교토 25시

## 구
- 구여친클럽
- 굿 와이프
- 궁중잔혹사 꽃들의 전쟁
- 궁합이 맞습니다
- 귓부인
- 귓속말
- 구미호뎐
- 구가의 서
- 구르미 그린 달빛 (드라마)
- 구름계단 (2006년 드라마)
- 구미호 외전
- 구미호: 여우누이뎐
- 구해줘
- 구해줘 2
- 국가가 부른다 (드라마)
- 국가대표 와이프
- 국민 여러분!
- 국희
- 군주 - 가면의 주인
- 굳세어라 금순아 (드라마)
- 굿 닥터 (2013년 드라마)
- 굿모닝 영동
- 굿바이 미스터 블랙 (드라마)
- 굿바이 솔로
- 굿캐스팅
- 굿파트너
- 궁 (드라마)
- 궁S
- 귀여운 여인 (2001년 드라마)
- 귀여운 여인 (2003년 드라마)

## 그
- 그 겨울, 바람이 분다
- 그 남자의 기억법
- 그냥 사랑하는 사이
- 그녀는 거짓말을 너무 사랑해
- 그녀의 사생활
- 그녀의 신화
- 그 여름의 태풍
- 그대, 웃어요
- 그대 목소리
- 그대의 창
- 그 여자 (1990년 드라마)
- 그 여자네 집
- 그 햇살이 나에게
- 그것은 우리도 모른다
- 그녀가 돌아왔다
- 그녀는 예뻤다 (대한민국의 드라마)
- 그녀는 짱
- 그녀로 말할 것 같으면
- 그대 그리고 나
- 그대 나를 부를 때
- 그대 아직도 꿈꾸고 있는가 (1990년 드라마)
- 그대 아직도 꿈꾸고 있는가 (2003년 드라마)
- 그대 없인 못살아
- 그대를 알고부터
- 그대의 초상
- 그들의 포옹
- 그들이 사는 세상
- 그래도 좋아!
- 그리워
- 그저 바라보다가
- 그해 겨울은 따뜻했네 (드라마)
- 근초고왕 (드라마)
- 글로리아 (드라마)
- 금 나와라, 뚝딱!
- 그 남자의 기억법

## 기
- 기막힌 유산
- 기름진 멜로
- 기쁨이면서 슬픔인 채로
- 기억 (드라마)
- 기적 (드라마)
- 기황후 (드라마)
- 길 위의 여자 (1996년 드라마)
- 김과장
- 김비서가 왜 그럴까
- 김수로 (드라마)
- 김약국의 딸들 (드라마)

## ㄲ
- 까레이스키 (드라마)
- 까치 며느리
- 깍두기 (2007년 드라마)
- 꼭두의 계절
- 꼭지
- 꽃길만 걸어요
- 꽃미남 라면가게
- 꽃보다 남자 (대한민국의 드라마)
- 꽃보다 아름다워
- 꽃보다 여자
- 꽃 찾으러 왔단다
- 꽃파당: 조선혼담공작소
- 꽃 피고 새 울면
- 꽃피는 봄이 오면 (드라마)
- 꽃할배 수사대
- 끝까지 사랑
- 끝없는 사랑 (1989년 드라마)
- 끝없는 사랑 (2014년 드라마)
- 꼰대인턴